# Qualificazioni al campionato europeo maschile di calcio 2016 - Spareggi
Gli Spareggi per la qualificazione alla fase finale del campionato europeo di calcio 2016 coinvolsero otto terze classificate dei gironi di qualificazione, determinando le ultime quattro partecipanti. Le squadre furono abbinate in quattro spareggi, disputati in gare di andata e ritorno tra il 12 e il 17 novembre 2015. La squadra vincitrice di ciascuno spareggio si qualificò alla fase finale.

## Sorteggio
Il sorteggio si è tenuto il 18 ottobre 2015, presso la sede della UEFA a Nyon, in Svizzera.
| Teste di serie                | Non teste di serie |
| ----------------------------- | ------------------ |
| Bosnia ed Erzegovina (30,367) | Danimarca (27,140) |
| Ucraina (30,313)              | Irlanda (26,902)   |
| Svezia (29,028)               | Norvegia (26,439)  |
| Ungheria (27,142)             | Slovenia (25,441)  |

## Risultati

### Andata
| Arbitro: | Mark Clattenburg |

|  |           |                  |
|  | Marcatori | 26’ Kleinheisler |

| Arbitro: | Felix Brych |

|           |           |           |
| Džeko 85’ | Marcatori | 82’ Brady |

| Arbitro: | Jonas Eriksson |

|                              |           |  |
| Jarmolenko 22’ Selezn'ov 54’ | Marcatori |  |

| Arbitro: | Nicola Rizzoli |

|                                       |           |               |
| Forsberg 45+1’ Ibrahimović 50’ (rig.) | Marcatori | 80’ Jørgensen |

### Ritorno
| Arbitro: | Carlos Velasco Carballo |

|                                  |           |               |
| Priskin 14’ Henriksen 83’ (aut.) | Marcatori | 87’ Henriksen |

| Arbitro: | Björn Kuipers |

|                         |           |  |
| Walters 24’ (rig.), 70’ | Marcatori |  |

| Arbitro: | Cüneyt Çakır |

|           |           |                  |
| Cesar 11’ | Marcatori | 90+7’ Jarmolenko |

| Arbitro: | Martin Atkinson |

|                                  |           |                      |
| Y. Poulsen 82’ Vestergaard 90+1’ | Marcatori | 19’, 76’ Ibrahimović |

### Tabella riassuntiva
| Squadra 1            | Totale | Squadra 2 | Andata | Ritorno |
| -------------------- | ------ | --------- | ------ | ------- |
| Ucraina              | 3 - 1  | Slovenia  | 2 - 0  | 1 - 1   |
| Svezia               | 4 - 3  | Danimarca | 2 - 1  | 2 - 2   |
| Bosnia ed Erzegovina | 1 - 3  | Irlanda   | 1 - 1  | 0 - 2   |
| Norvegia             | 1 - 3  | Ungheria  | 0 - 1  | 1 - 2   |